# Marduk-balassu-iqbi
Marduk-balassu-iqbi va ser un rei de Babilònia, el vuitè de l'anomenada Dinastia E. Va regnar de l'any 819 aC al 813 aC, succeint al seu pare Marduk-zakir-shumi I, segons la Llista dels reis de Babilònia. Era contemporani dels reis d'Assíria Salmanassar III i Xamxi-Adad V. Xamxi-Adad V va ser aliat del seu pare i potser era el seu cunyat, ja que sembla que el rei assiri estava casat amb una germana seva, Sammuramat, la llegendària Semíramis.
Un kudurru que es pot datar al segon any de regnat del seu pare, el menciona, cosa que fa pensar que a la seva pujada al tron, al cap de 25 anys, era ja gran. Sembla que durant el seu regnat va fer de Gannanāti, una ciutat vora el riu Diyala, la seva capital, i va construir i reconstruir molts temples.

## Les campanyes de Xamxi-Adad V contra Babilònia
Xamxi-Adad V (ca. 823 aC- 811 aC) va organitzar almenys quatre campanyes contra Babilònia. No se'n saben exactament els motius, però es pensa que va ser per venjança pels tractats que Marduk-zakir-shumi I, humiliants per als assiris, havia fet signar al seu pare Salmanassar III.
L'any 816 aC, Xamxi-Adad va iniciar la seva quarta expedició contra Marduk-balassu-iqbi. Va seguir les ribes del Tigris resseguint les muntanyes d'Ebekh (al Jebel Hamrin) i es va apoderar de diverses ciutats de la vall del riu Diyala, posant setge a la ciutat de Me-Turnat. Va saquejar algunes ciutats més, entre elles la ciutat reial de Dur-Papsukkal, propera a Der, que sembla que era una de les ciutats més importants del regne de babilònia. Aquesta ciutat va ser defensada pel mateix rei Marduk-balassu-iqbi, que tenia com a aliats a nombroses tribus de caldeus, arameus i elamites. Finalment, Xamxi-Adad sembla que va vèncer aquella coalició. El rei assiri es va retirar al seu país.
L'any següent, Xamxi-Adad va tornar a atacar, i a la vall del riu Diyala es va apoderar de diverses ciutats i de residències reials, i es va dirigir cap a Der, ciutat que va ocupar. Allà va capturar al rei Marduk-balassu-iqbi i a nombrosos presoners, que va enviar encadenats a Nínive. Xamxi-Adad diu en un text conservat en unes tauletes que va dur al seu país trenta-mil captius.